# Tema Bucelário
Tema Bucelário (em grego: Βουκελλάριον θέμα; romaniz.: Boukellarion thema), mais corretamente chamado de Tema dos Bucelários (em grego: θέμα Βουκελλαρίων; romaniz.: thema Boukellariōn), foi um tema bizantino (uma província civil-militar) localizado no norte da Ásia Menor. Foi criado por volta do meio do século VIII e abrangia a maior parte da antiga região da Paflagônia e partes da Galácia e da Frígia. O nome do tema deriva de bucelários (bucellari), uma tropa de elite formada por cavaleiros godos ou romanos e utilizada geralmente como tropas contratadas por cidadãos ricos como guardas.
O tema foi fundado entre 743 e 767 pelo imperador Constantino V Coprônimo (r. 741–775) em sua tentativa de reduzir o poder dos governantes provinciais. Abrangia uma ampla região, porém foi gradualmente devido a fundação dos Temas da Paflagônia, Capadócia e Carsiano. Existiu até o século XI, quando foi conquistado pelos turcos seljúcidas.

## História
O tema foi fundado em algum momento entre 743 e 767 pelo imperador Constantino V Coprônimo (r. 741–775) após o fim da revolta de Artavasdo (r. 741–742), o conde do Tema Opsiciano. O novo tema, juntamente com o Tema dos Optimates, foi criado com territórios retirados de Opsício como parte da política imperial de reduzir o poder dos governantes da província. No início do século VII, formavam uma divisão de elite do exército do Tema Opsiciano, comandada por um doméstico antes da criação do tema.
O estratego dos bucelários apareceu pela primeira vez nas fontes em 767, data que é um terminus ante quem para sua criação. A capital do novo tema era Ancira, que já era a capital dos opsicianos, e pertencia à segunda camada de prestígio entre os estrategos, com um salário anual de 15 quilos de ouro. De acordo com geógrafos árabes, ele comandava por volta de 8 000 soldados. O estatuto dos estrategos do Tema Bucelário na corte imperial variava do mediano espatário até o mais elevado protoespatário, com apenas uma única ocorrência dum estratego com o estatuto mais exaltado de patrício no século X.

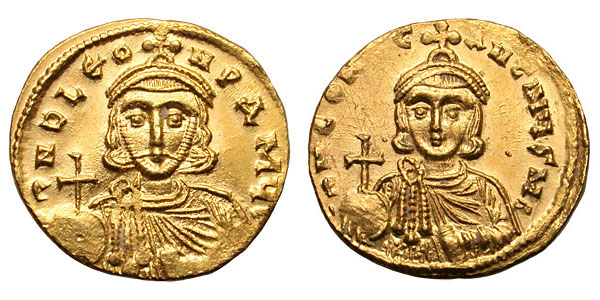
Soldo de Leão III r. e r.

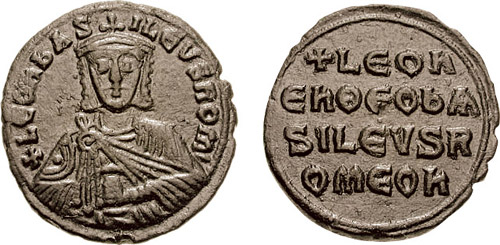
Fólis de Leão VI r.

Claudiópolis é a única cidade sede de uma turma atestada nas fontes. A despeito de ter sido originalmente um tema de cavalaria (thema kaballarikon), o Tema Bucelário, assim como tema posterior da Paflagônia, também havia uma pequena frota, ativa no Mar Negro. O "catepano dos bucelários e paflagônios", com um selo atestado no século X, era o comandante deste contingente naval. Porém, as evidências indicam que, no século X, essa frota era composta apenas de navios mercantes e transportes, sem naus de guerra.
Inicialmente, o tema ia da costa do Mar Negro até a região central do Planalto Anatólico, fazendo fronteira com o Tema dos Optimates e Opsiciano no ocidente, o Tema Anatólico ao sul e o Armeníaco a leste. No século IX, porém, provavelmente por volta de 820, a parte nordeste do tema foi destacada e formou, juntamente com parte do Tema Armeníaco, o novo Tema da Paflagônia. Sua extensão territorial foi reduzida ainda mais por Leão VI, o Sábio (r. 886–912), que removeu oito bandos das regiões sul e sudeste do tema para formar partes dos novos temas da Capadócia (à volta do Lago Tuz) e Carsiano (a leste do rio Hális).
No século IX, abrangia duas cidades e treze fortalezas, enquanto que cinco cidades foram registradas um século depois. O Tema Bucelário sobreviveu até ser invadido pelos turcos seljúcidas após a batalha de Manzicerta em 1071. O nome Bucelário, porém, sobreviveu como a designação geográfica para a região nas fontes bizantinas até pelo menos 1263.